# Keytar

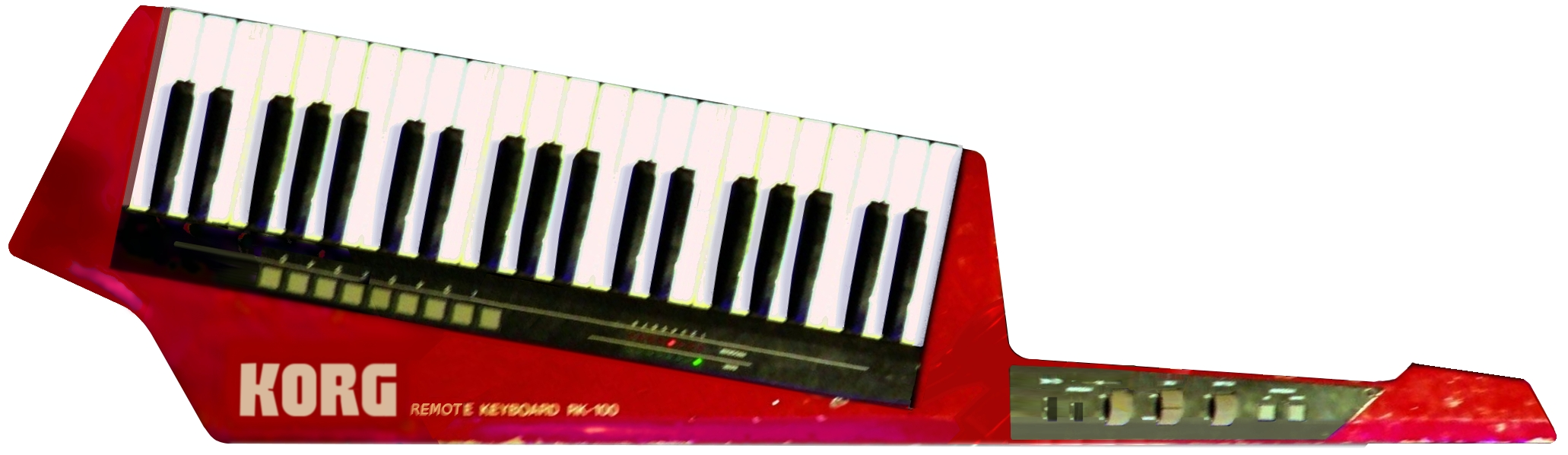
Um Korg RK-100 (1984) MIDI.

O keytar (controlador no Brasil) é um instrumento musical que apresenta características de guitarra, teclado e sintetizador. O seu nome provém da mistura das palavras Keyboard e Guitar. O keytar é um teclado relativamente leve (com ou sem uma base de sintetizadores) que é suportado por uma cinta em volta do pescoço e ombros, semelhante à maneira como uma guitarra é apoiado por uma cinta. Keytars permitem aos músicos uma maior quantidade de movimento em comparação com teclados convencionais, que são colocados em estantes. O instrumento tem um teclado musical para executar as notas musicais e sons. Controles para curvas pitch, vibrato portamento, e sustain são colocados no "braço" do instrumento. Keytars podem conter seus próprios sons, como o pioneiro Moog Liberation, ou mais comum simplesmente ser controladores, disparando notas em outro sintetizador MIDI.

## Popularidade
A ideia do keytar surgiu nos anos 60, mas somente se tornou popular em 1980 com o lançamento do Moog Liberation pela Moog Music Inc. A partir de então o keytar se tornou febre na música pop dos anos 80, caindo em leve declínio nos anos 90. Com o renascimento do synth-pop no início da década de 2000, os keytars ressurgiram, aparecendo em bandas como Alestorm, Showbread, The Birthday Massacre, Cobra Starship, Mutemath, Freezepop, e Family Force 5. Page McConnell da jam band Phish é frequentemente visto tocando uma keytar sempre que a banda toca a música "Frankenstein" de Edgar Winter. Chris Marion da banda de rock clássico Little River Band actua com uma Roland AX-1 vermelha vintage. O vocalista da banda de metal pirata Alestorm também toca uma keytar sempre que está em palco. O tecladista dos Sonata Arctica, Henrik Klingenberg, usa duas keytars e um teclado normal no palco. O músico de country Travis Adkinson, um favorito local na área de Lexington, Kentucky, toca muitas vezes uma keytar no palco. Matthew Bellamy (Matt), o vocalista e guitarrista e pianista da banda de rock britânica Muse tem uma keytar personalizado que tem menos teclas e tem o formato mais parecido com uma guitarra, que usou no vídeo da música Undisclosed Desires. Matt declarou que gostaria de reinventar a keytar. Um dos membros do duo Nova-Iorquino Shy Child executa canções inteiras menos bateria com uma Roland AX-7. O tecladista dos Dream Theater, Jordan Rudess, adotou uma keytar personalizada chamada "The Zen Riffer" em 2008 para performances ao vivo. Durante uma aparição em 2009 no Saturday Night Live, Lady Gaga tocou uma keytar, e ela é muitas vezes visto com uma ao vivo, em particular durante a execução da música "Money Honey". Romeo Nightingale, da banda Cinema Bizarre também ostenta um keytar. A cantora de R&B Alicia Keys também tocou uma keytar na The Freedom Tour. O pianista sueco Robert Wells, quando não está sentado ao piano, geralmente toca uma keytar.
Na televisão, na série Chuck (episódio 13 da temporada 4), da NBC, um membro da banda fictícia "Jeffster" toca uma keytar. Na série Flight of the Conchords, da HBO, Demetri Martin utiliza um keytar.
Além disso, no filme Yes Man, a banda fictícia Munchausen by Proxy actua com uma keytar.

## Curiosidades
No Brasil o keytar foi pouco utilizado de maneira profissional, sendo o tecladista Luiz Schiavon do RPM um dos poucos nomes a citar, pelo uso de um Roland AXIS durante os shows da turnê "Revoluções por Minuto", em 1986. Mas no geral o keytar se tornou mais lembrado pelo uso nas boybands como Polegar e Dominó, que faziam dublagem usando o instrumento. Assim o keytar ganhou fama caricatural, não sendo um instrumento levado a sério como em outros países.